# Arenopontia africana
Arenopontia africana är en kräftdjursart som beskrevs av Claude Chappuis och Janine Rouch 1961. Arenopontia africana ingår i släktet Arenopontia och familjen Leptopontiidae.

## Underarter
Arten delas in i följande underarter:
- A. a. angolensis
- A. a. africana